# 天津华比银行大楼
天津华比银行大楼，亦称原比利时领事馆大楼，是原比利时驻天津领事馆駐地和华比银行天津分行大楼。該建築位於天津英租界主要街道维多利亚道（今解放北路102--104号），目前是重点保护等级历史风貌建筑和天津市文物保护单位。

## 历史

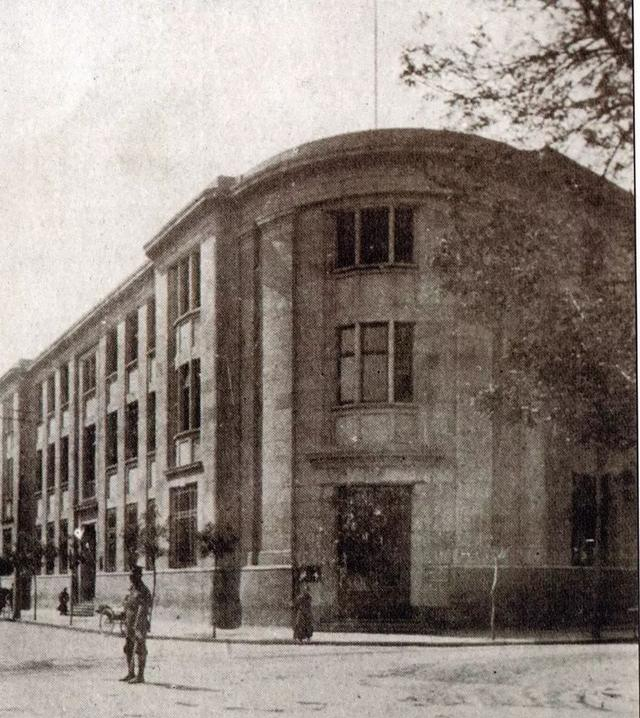
华比银行大楼旧照

华比银行创立于1902年，总行设在布鲁塞尔，天津分行于1906年开业，主要经营存款、外汇及抵押放款并发行钞票。 该大樓於1921年建成，由比利时仪品公司设计并监理，同年华比银行天津分行遷入。
由于天津比租界地处偏远，因此比利时並未將其领事馆设在該國租界內，反而在天津英租界租用本大樓二樓作領事館之用，以和各國保持聯繫。華比銀行一直有讓他人租用該層，例如美商德士古石油公司也曾以其为办公用房。
1956年，华比银行天津分行结业。该楼现在由中国建设银行使用。

## 建筑
该楼建于1921年，建筑面积2339.5平方米，为三层平顶混合结构楼房，立面设计简明，具有古典主义建筑特征。该楼室内功能设计得当，装饰考究，木地板、木楼梯等设施保存完好。